# Dorothy Hewett
Pour les articles homonymes, voir Hewett.
Dorothy Coade Hewett, née le 21 mai 1923 à Perth en Australie occidentale et morte le 25 août 2002, est une poétesse, romancière et dramaturge australienne. Elle a été qualifiée « l'une des écrivaines les plus aimées et les plus respectées d'Australie ». Elle est également membre du Parti communiste pendant un certain temps, bien qu'elle se soit heurtée à plusieurs reprises à la direction du parti. En reconnaissance de ses 20 volumes de littérature publiée, elle a reçu l'Ordre d'Australie, a reçu une plaque de la promenade de l'écrivain à Circular Quay, et une rue portant son nom à Canberra. Le Prix Dorothy Hewett pour un manuscrit inédit a été créé en 2015 par UWA Publishing (en). Elle reçoit le prix Christopher Brennan. 

## Biographie

### Jeunesse
Dorothy Coade Hewett naît le 21 mai 1923 à Perth. Elle grandit dans une ferme. D'abord éduquée à la maison et par correspondance, à l'âge de 15 ans, elle fréquente le Perth College, dirigé par des religieuses anglicanes. Elle est athée et le reste toute sa vie. 
En 1944 Dorothy Hewett commence à étudier l'anglais à l'Université de Western Australia (UWA). C'est là qu'elle rejoint le Parti communiste australien (CPA) en 1946 et commence à écrire la plupart du journal The Workers Star, le journal communiste de WA, sous des noms d'emprunt. Durant son séjour à l’UWA, elle remporte également un grand concours de théâtre et un concours national de poésie. 

En 1944 elle épouse l'avocat communiste Lloyd Davies et a un fils qui meurt d'une leucémie à l'âge de trois ans. Le mariage prend fin en 1948, à la suite du départ de Hewett à Sydney pour vivre pendant cinq ans avec Les Flood, un chaudronnier avec qui elle a trois fils, Joe, Michael et Tom. Pendant cette période, elle écrit principalement du journalisme sous des pseudonymes pour le journal communiste Tribune (le gouvernement Menzies l'avait rendu illégal), 
.

### Carrière
Après la fin de cette relation en 1958, Hewett retourne à Perth pour prendre un poste d'enseignante dans le département d'anglais à l'UWA. Cette action l'inspire également pour recommencer à écrire. Jeannie (1958) est la première pièce qu'elle achève après sa pause forcée; Hewett a admis plus tard avoir trouvé cette expérience rajeunissante.
Elle publie son premier roman, Bobbin Up, en 1959. Comme son titre l'indique, il s'agit d'une œuvre semi-autobiographique basée sur son séjour à Sydney, le roman est une œuvre cathartique pour Hewett. Le roman est largement considéré comme un exemple classique de réalisme social. C'est l'une des rares œuvres occidentales à avoir été traduite en russe à l'époque soviétique. Vulgar Press (en) a réédité le livre en 1999, 40 ans après sa première publication.
En 1960 elle épouse Merv Lilley (1919-2016), et le mariage dure jusqu'à la fin de sa vie. Ils ont deux filles, Kate et Rose en 1960 et, en 1961, le couple publie un recueil commun de poésie intitulé What About the People !.
En 1967, la désillusion croissante de Hewett à l'égard de la politique communiste est mise en évidence par sa collection Hidden Journey. Le 20 août 1968, les choses atteignent un point culminant pour elle, lorsque les forces du Pacte de Varsovie dirigées par l'armée soviétique répriment brutalement le Printemps de Prague en Tchécoslovaquie. Elle renonce à son adhésion à l'ACP. Ceci et sa nécrologie critique de la romancière communiste Katharine Susannah Prichard ont incité plusieurs écrivains communistes à faire circuler du matériel qui l'attaquait.
En 1973, Hewett reçoit l'une des premières bourses du nouveau Australia Council. L'organisation lui accorde plusieurs bourses et lui accorde ensuite une bourse de recherche émérite à vie. Hewett retourne à Sydney cette année-là avec l'espoir que ce déménagement lui permettrait de poursuivre sa carrière de dramaturge. Au cours de sa vie, elle écrit 15 pièces, dont les plus célèbres sont This Old Man Comes Rolling Home (1967), The Chapel Perilous (1972) et The Golden Oldies (1981). Plusieurs pièces, comme The Man From Mukinupin (1979), sont écrites en collaboration avec le compositeur australien Jim Cotter.
En 1975, elle a publié un recueil controversé de poèmes, Rapunzel in Suburbia, qui aboutit à la poursuite d'une action en diffamation, par son ex-mari Lloyd Davies concernant des vers spécifiques et leur citation dans une revue par Hal Colebatch dans le quotidien The West Australian.
Hewett est nommée membre de l'Ordre d'Australie (AM) lors de la Fête de l'Australie en 1986 pour services rendus à la littérature.
Virago Press publie le premier volume de son autobiographie, Wild Card, en 1990. Le livre traite de sa quête de liberté sexuelle tout au long de sa vie et des réponses négatives qu'elle a reçues de son entourage. Deux ans plus tard, elle publie son deuxième roman, The Toucher.
En 1990, un tableau de Hewett de l'artiste Geoffrey Proud (en) remporte le prix Archibald, le prix du portrait le plus prestigieux d'Australie.

### Fin de vie
Dorothy Hewett déménage à Faulconbridge dans les Blue Mountains, à l'ouest de Sydney, avec son mari Merv Lilley en 1991. Elle souffre d'arthrose mais continue d'écrire de nombreux ouvrages, dont un roman, Neap Tide (Penguin 1999), un recueil de poèmes, Halfway Up The Mountain, une pièce commandée par le Playbox Theatre de Melbourne, Nowhere, et d'autres œuvres non publiées. Au moment de sa mort, à la suite d'un cancer du sein, elle travaillait sur le deuxième volume de son autobiographie, The Empty Room. 

## Controverse
En juin 2018, les filles de Hewett, Kate et Rozanna Lilley, ont allégué avoir été agressées sexuellement à l'adolescence par l'écrivain et journaliste Bob Ellis, l'artiste Martin Sharp et d'autres hommes à différentes occasions, avec l'approbation de leur mère.

## Œuvres

### Pièces de théâtre et théâtre musical
- (1967) (en) This Old Man Comes Rolling Home, Currency Press, 1976, 106 p. (ISBN 978-0-86937-049-0)
- (en) Mrs Porter and the Angel (18 May 1969 - 1 June 1969) [Event description], 1969 (lire en ligne) [10]
- (en) The chapel perilous : (or, The perilous adventures of Sally Banner), Currency Press, 1972 (ISBN 978-0-85893-008-7) (joué pour la première fois à la fin des années 1970)
- (en) Bon-bons and roses for Dolly ; The Tatty Hollow story : two plays, Currency Press, 1972, 157 p. (ISBN 978-0-86937-047-6)
- (en) Catspaw : a musical in two acts, 1974 (lire en ligne)
- (1975) (en) Hewett, Dorothy et Flynn, Patrick, Joan, Yackandandah Playscripts, 1984 (ISBN 978-0-86805-009-6)
- (en) The Tatty Hollow Story, 1976
- (en) The Golden Oldies, 1977
- (en) Pandora's Cross, 1978
- (en) The Man From Mukinupin, 1979
- (en) Golden Valley, 1981
- (en) Song of the Seals, 1983
- (en) The Fields of Heave, 1983
- (en) Christina's World, 1983
- (en) Me and the Man in the Moon, 1987
- (en) Nowhere, 2001
- (en) Jarrabin

### Romans
- (en) Bobbin Up, 1959[11],[12]
- (en) The Toucher, 1993
- (en) Neap Tide, 1999

### Poésies
- (en) Dorothy Hewett et Merv Lilley, What About the People!, 1963
- (en) The Hidden Journey, 1967
- (en) Windmill Country, 1968
- (en) Rapunzel in Suburbia, 1975
- (en) Greenhouse, 1979
- (en) Dorothy Hewett, Rosemary Dobson (en), Gwen Harwood (en) et Judith Wright, Journeys, 1982
- (en) Alice in Wormland, 1987
- (en) A Tremendous World in Her Head : Selected Poems, 1989
- (en) Selected Poems, 1991
- (en) Peninsula, 1994
- (en) Collected Poems : 1940–1995, 1996
- (en) Dorothy Hewett et John Kinsella (en), Wheatlands, 2000
- (en) Halfway Up the Mountain, 2001
- (en) The Gypsy Dancer and Early Poems, 2009
- (en) Selected Poems, 2010

### Autobiographie
- (en) Wild Card : an autobiography, 1923–1958, Londres, Virago, 1990, 278 p. (ISBN 978-1-85381-143-2 et 1-85381-143-2)